# نيكيتسا ييلافيتش

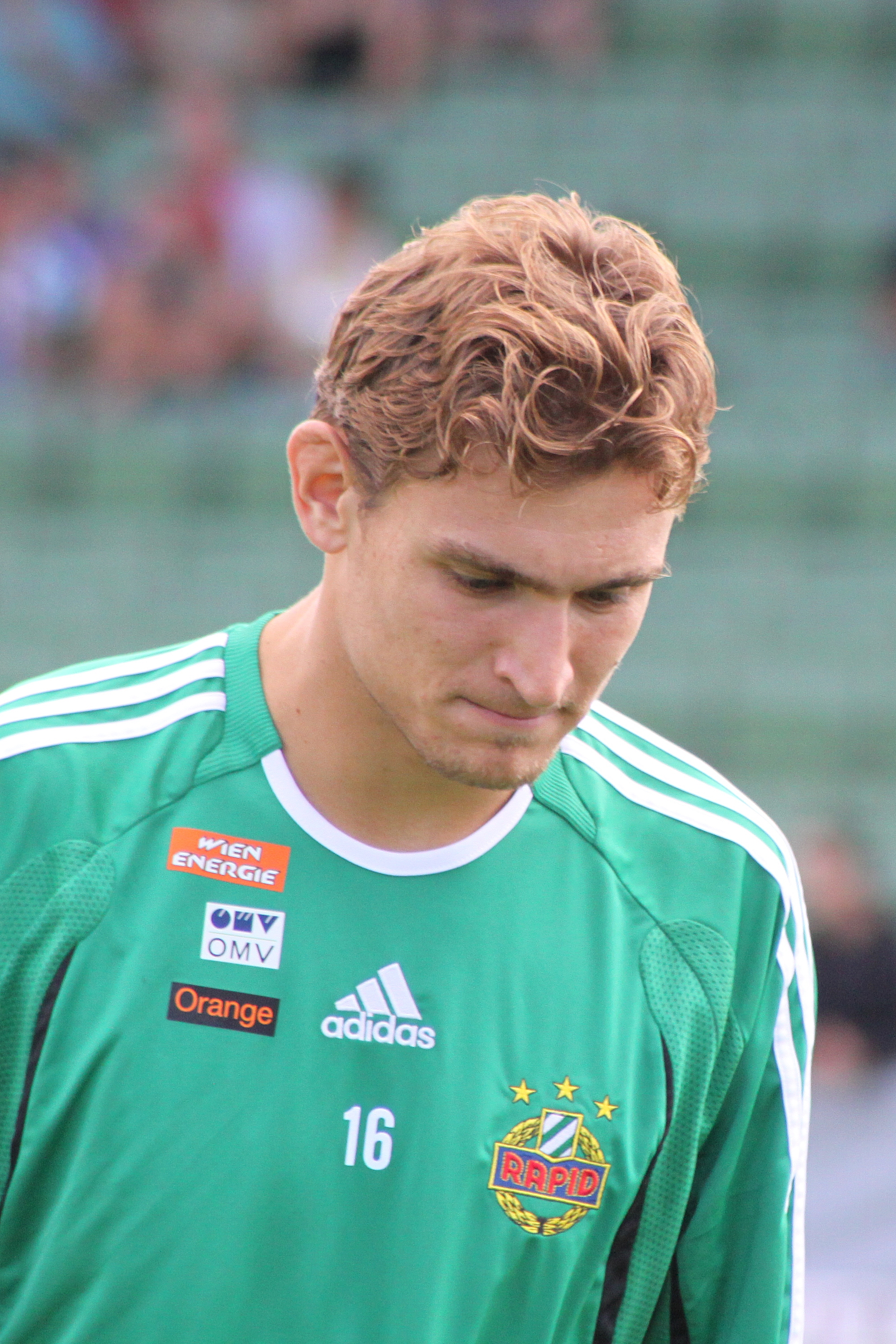

نيكيسي ييلافيتش (بالكرواتية: Nikica Jelavić) (مواليد 27 أغسطس 1985 في تشابليينا، جمهورية يوغسلافيا الاشتراكية الاتحادية) لاعب كرة قدم كرواتي يجيد اللعب في مركز المهاجم ويلعب حاليا في نادي إيفرتون الإنجليزي منذ 2012.

## روابط خارجية
- نيكيتسا ييلافيتش على موقع الاتحاد الدولي (مؤرشف)  (الإنجليزية)
- نيكيتسا ييلافيتش على موقع الاتحاد الأوربي (الإنجليزية)
- نيكيتسا ييلافيتش على موقع اتحاد كرواتيا (الكرواتية)
- نيكيتسا ييلافيتش على موقع قاعدة بيانات كرة القدم.إي يو (الإنجليزية)
- نيكيتسا ييلافيتش على موقع ناشيونال فوتبول تيمز (الإنجليزية)
- نيكيتسا ييلافيتش على موقع Soccerbase.com (لاعب) (الإنجليزية)
- نيكيتسا ييلافيتش على موقع Soccerway.com (الإنجليزية)
- نيكيتسا ييلافيتش على موقع عالم كرة القدم.نت (الإنجليزية)
- نيكيتسا ييلافيتش على موقع AS.com (الإسبانية)